# Baconia loricata
Baconia loricata är en skalbaggsart som beskrevs av George Lewis 1885.
Baconia loricata ingår i släktet Baconia och familjen stumpbaggar. Inga underarter finns listade i Catalogue of Life.